# 大阪府立阪南高等学校
大阪府立阪南高等学校（おおさかふりつはんなんこうとうがっこう）は、大阪市住吉区にある公立高等学校。全日制普通科を設置する。

## 概要
高校生活3年間を前半と後半に分けるツーステージ制を導入している。1年生と2年生前期は共通カリキュラムで基礎学力の向上に力を入れ、2年生後期から希望進路に応じて4つのコースに分かれる。(学際理系コース・学際文系コース・アジア太平洋文化コース・総合コース)
校舎の設計は、建築家・坂倉準三が担当した。コンクリート打放しに総ガラス張りの建物と竣工当時は斬新なデザインであった。2つの教室に1つの階段室といった構成を1ユニットとして横並びに配置している。各ユニットは特別教室と職員室のフロアを中心に結ばれている。

## 沿革
住吉区で初めての府立高等学校として、1959年に開校した。当初は大阪市立阪南中学校（大阪市阿倍野区）に設けられた仮校舎で授業をおこなっていたが、1960年に現在地に校舎が完成した。
学校グラウンドは、古代に造営され昭和時代まで農業用水として使用されていたため池・依網池（よさみいけ）を埋め立てて造成している。
- 1959年4月1日 - 大阪府立阪南高等学校として開校。大阪市立阪南中学校に仮校舎を設置[2]。
- 1959年5月4日 - 開校式を実施[2]。
- 1960年3月24日 - 現在地に校舎が竣工し、移転[2]。
- 1963年4月14日 - 第二運動場用地を拡張[2]。
- 1969年6月16日 - 第三運動場用地を拡張（依網池を埋め立てて造成）。この日を創立記念日とする[2]。

## 出身者
- 田中星児（歌手）
- 東野圭吾（作家）
- 近藤圭一（作曲家）
- スマイル（漫才コンビ）
- 原田隆史（原田教育研究所社長）
- 細川貴之（プロボクサー）
- 塚本正治（社会運動家・詩人・シンガーソングライター）
- 橋本啓吾（サッカー選手）
- 山田海斗（作詞作曲・ギタリスト）

## 交通
- Osaka Metro（御堂筋線）あびこ駅より南東へ約650m
- JR西日本（阪和線）我孫子町駅より南東へ約1.5km
- JR西日本（阪和線）杉本町駅より東へ約1.5km

## 関連文献
- 大阪府立阪南高等学校「大阪府立阪南高等学校創立40周年記念誌」1998年10月